# 関公善
関 公善（せき こうぜん）は江戸時代の医師。

## 概要
関氏は清和源氏流の川越大膳大夫詮貞（貞宗）の末裔であり、代々土佐国高知城下廿代町の町医を務めた。
公善は富永惟安に儒教を学び、上洛した後は香川太仲に医学を学び、沢田一斎や小野鶴山に儒教を学んだ。そして寛延元年（1748年）に京都にて医院を開業し、のちに典薬頭に任じられた。